# タム山塊
タム山塊 (タムさんかい、Tamu Massif) は、北西太平洋に位置する海底の高まりである。日本の東約1600キロメートルにあるシャツキー海台の中にある最高地点。山頂は海面下約2000メートル、麓は約6400メートルの深さである。
シャツキー海台は、約1億4500万年前、ジュラ紀から白亜紀にかけての時代に形成された。その中心となるタム山塊は450 - 650キロメートルの周囲に広がり、26万平方キロメートル以上に及ぶ。山の傾斜は非常に緩やかで、頂上付近の角度は0.5度 - 1度以下である。大きさはニューメキシコ州またはブリテン諸島に相当する。タムはテキサスA&M大学に因む。
2013年に発表されたウィリアム・セーガらの論文の影響で、地球で最も大きい火山と報道され、この説が広く流布してしまったが、セーガらの再調査によって誤りだったことが判明した。セーガは、タム山塊は単一の火山ではなく、海の地殻が次々に折り重なってできた巨大な地形であるとしている。